# Batunampar
Batunampar is een bestuurslaag in het regentschap Oost-Lombok van de provincie West-Nusa Tenggara, Indonesië. Batunampar telt 5007 inwoners (volkstelling 2010).